# Relaciones Guatemala-Pakistán
Las relaciones Guatemala-Pakistán son las relaciones internacionales entre Pakistán y Guatemala. Los dos países establecieron relaciones diplomáticas el 14 de octubre de 2011.

## Relaciones diplomáticas
Guatemala y Pakistán entablaron relaciones diplomáticas el 14 de octubre de 2011. Anteriormente, ambos países mantienen embajadores concurrentes desde Nueva York, posteriormente Pakistán nombró a la Embajada de Pakistán en México como concurrente para Guatemala.